# Czene Zsófia
Czene Zsófia (Budapest, 1986. szeptember 5. –) magyar színésznő. 

## Életpályája
1995-1999 között a Dr. Angelusz Iván tánciskola tanulója volt. 1999-2005 a budapesti Közgazdasági Polytechnikumban tanult. 2005-2008 között a Kaposvári Egyetem színművész szakos hallgatója volt. 2008-2018 között a kaposvári Csiky Gergely Színház tagja volt.
Édesapja, Czene Csaba, szintén színész.

## Díjai és kitüntetései
- Nagymama-díj (2011)[5]